# بابلو غوميز ألفاريز
بابلو غوميز ألفاريز (بالإسبانية: Pablo Gómez Álvarez)‏ هو اقتصادي وسياسي مكسيكي، ولد في 1946 في مدينة مكسيكو في المكسيك. حزبياً، نشط في حزب الثورة الديمقراطية. وقد انتخب عضو مجلس الشيوخ من المكسيك وانتخب عضو مجلس النواب المكسيك.